# Oncideres saga
Oncideres saga là một loài bọ cánh cứng trong họ Cerambycidae.